# Кропивне (Талалаївська сільська громада)
Кропивне́ — село в Україні, у Талалаївській сільській громаді Ніжинського району Чернігівської області. Чисельність населення станом на 01.01.2024 становить 542 особи. До 2020 орган місцевого самоврядування — Ніжинська сільська рада.

## Історія
Населений пункт Kropiwna (або Korpiwna) позначено на «Спеціальному та докладному плані України...» де Боплана (1650) та на пізніших мапах. Тоді - в першій половині XVII століття - селом володів польський шляхтич Ян Пянчинський.

## Населення

### Мова
Розподіл населення за рідною мовою за даними перепису 2001 року:
| Мова       | Кількість | Відсоток |
| ---------- | --------- | -------- |
| українська | 641       | 98.92%   |
| російська  | 7         | 1.08%    |
| Усього     | 648       | 100%     |

## Народились
- Бойко Віталій Федорович — Голова Верховного Суду України з 21 грудня 1994 по 24 жовтня 2002.